# کردوئنه

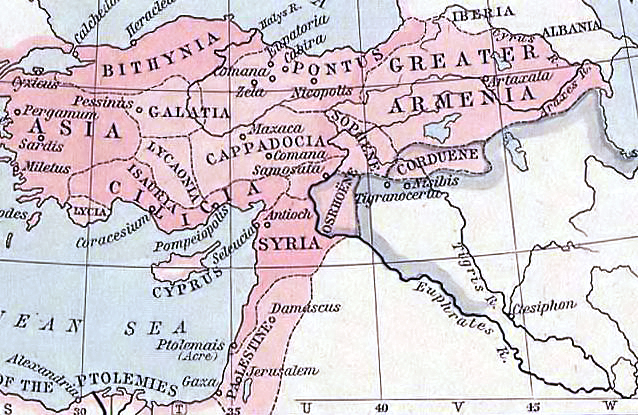
پادشاهی کردوئنه در سال ۶٠ پ.م

کردوئنه ارمنی: Կորճայք؛ یونانی: Κορδυηνή؛ عبری: קרטיגיני‎) یک منطقه تاریخی باستانی، واقع در جنوب دریاچه وان در شرق ترکیه امروزی، بود.حدس زده می شود که زبان اقوام این ناحیه، یک زبان ایرانی باستانی بوده باشد.
گزنفون در کتاب آناباسیس به اقوام ساکن این منطقه، به نام کاردوچی، اشاره کرده است که در سال ۴٠١ پ.م به ده هزار سرباز یونانی تحت رهبری او، در هنگام عقب نشینی از ایران، هجوم آورده بودند.
بر اساس ویرایش یازدهم دانشنامه بریتانیکا کردوئنه نام باستانی منطقه بوتان (استان شرناق امروزی) بود. در منابع سریانی از این منطقه به عنوان بت قاردو یاد شده است و به عنوان یک دولت کوچک دست‌نشانده، بین ارمنستان و امپراتوری اشکانی در منطقه کوهستانی جنوب دریاچه وان در ترکیه مدرن، توصیف شده است.. کردوئنه را در ساحل چپ دجله هم میتوان جستجو کرد. از کوردوئنه به عنوان یک منطقه کوهستانی حاصلخیز و غنی از مراتع یاد شده است.
پادشاهی کردوئنه در پی فروپاشی امپراتوری سلوکی پدید آمد و در بیشتر تاریخ خود، یک ایالت از امپراتوری روم بود و خود را تابع روم می‌خواند. اما در یک دوره، بین سال های ١٨٩ تا ٩٠ پ.م، از استقلال برخوردار بود. مردم کردوئنه تشوب، خدای آسمان و توفان و رعد و برق هوری، را می‌پرستیدند.

## خاستگاه
آرشاک سافراستیان، محقق تاریخ کردها، کاردوخی ها را همان گوتی های کهن می‌داند. اما ارتباط مستقیم گوتی ها با کادوخی ها بعید است، زیرا آنان هندوایرانی نبودند.

## منابع رومی

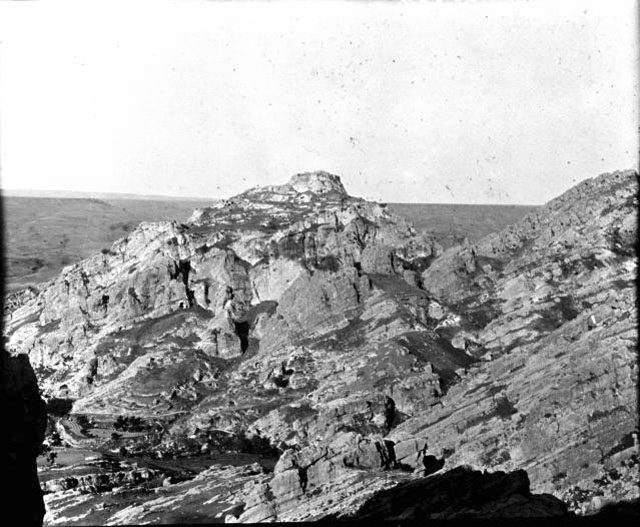
قلعه پیناسا (یا فینیک)، شمال غرب جزیره

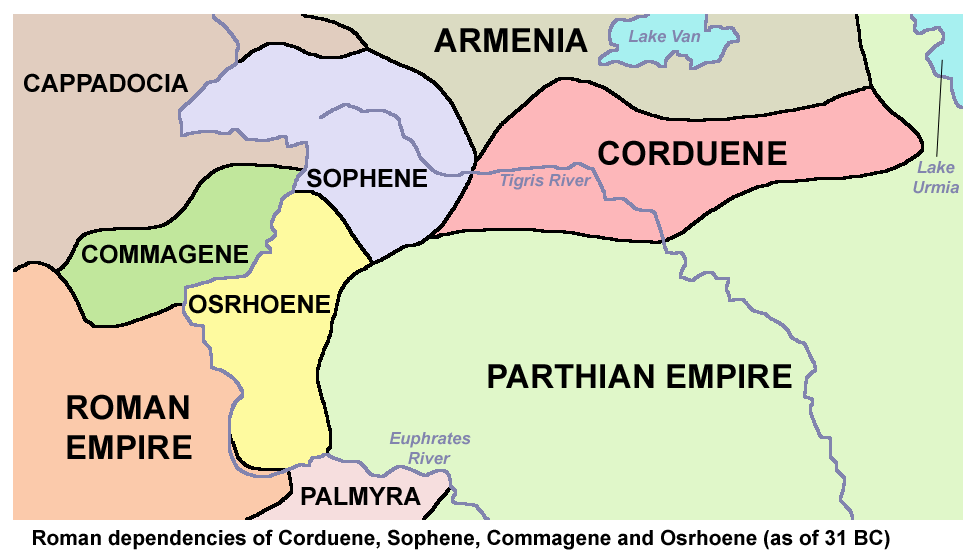
حاکمیت روم بر کردوئنه (از ٣١ پ.م)